# Rechabici
Rechabici (hebr. רֵכָבִים) – wspomniana w Starym Testamencie konserwatywna grupa czcicieli Jahwe.
Należący do plemienia Kenitów Rechabici wywodzili swój ród od Jehonadaba, syna Rechaba (1Krn 2,55; 2Krl 10,15-17). Zachowywali surowe prawo, które zabraniało im spożywania wina i uprawy ziemi. Nie budowali stałych domostw, mieszkając całe życie w namiotach. Żyjąc pośród Izraelitów, byli także gorliwymi wyznawcami jahwizmu. Prorok Jeremiasz przeciwstawił zachowujących praktyki religijne Rechabitów bezbożnym mieszkańcom Judy i Izraela (Jr 35).
Z powodu zawartej w Jr 35,19 obietnicy zachowania Rechabitów (Nie zabraknie Jonadabowi, synowi Rekaba, potomka, który by stał zawsze przede Mną) w literaturze rabinicznej doszukiwano się ich potomków w rodzinach kapłańskich, a także łączono ich z nazirejczykami. Różni autorzy średniowieczni i nowożytni dopatrywali się potomków Rechabitów w rozmaitych grupach wyznawców judaizmu zamieszkujących Półwysep Arabski, Mezopotamię, a nawet Chiny.